# Teatro del Palacio Schwetzingen

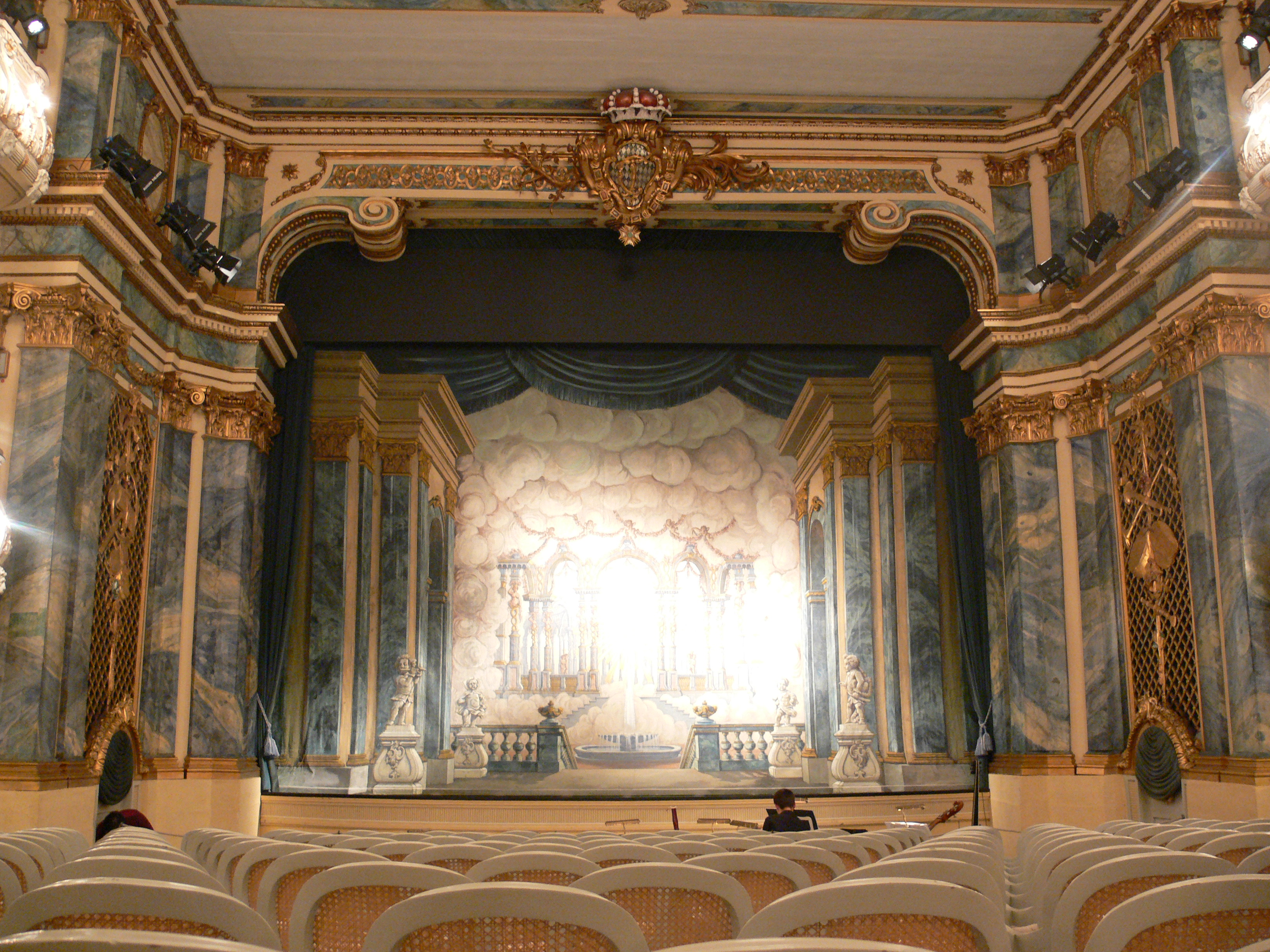

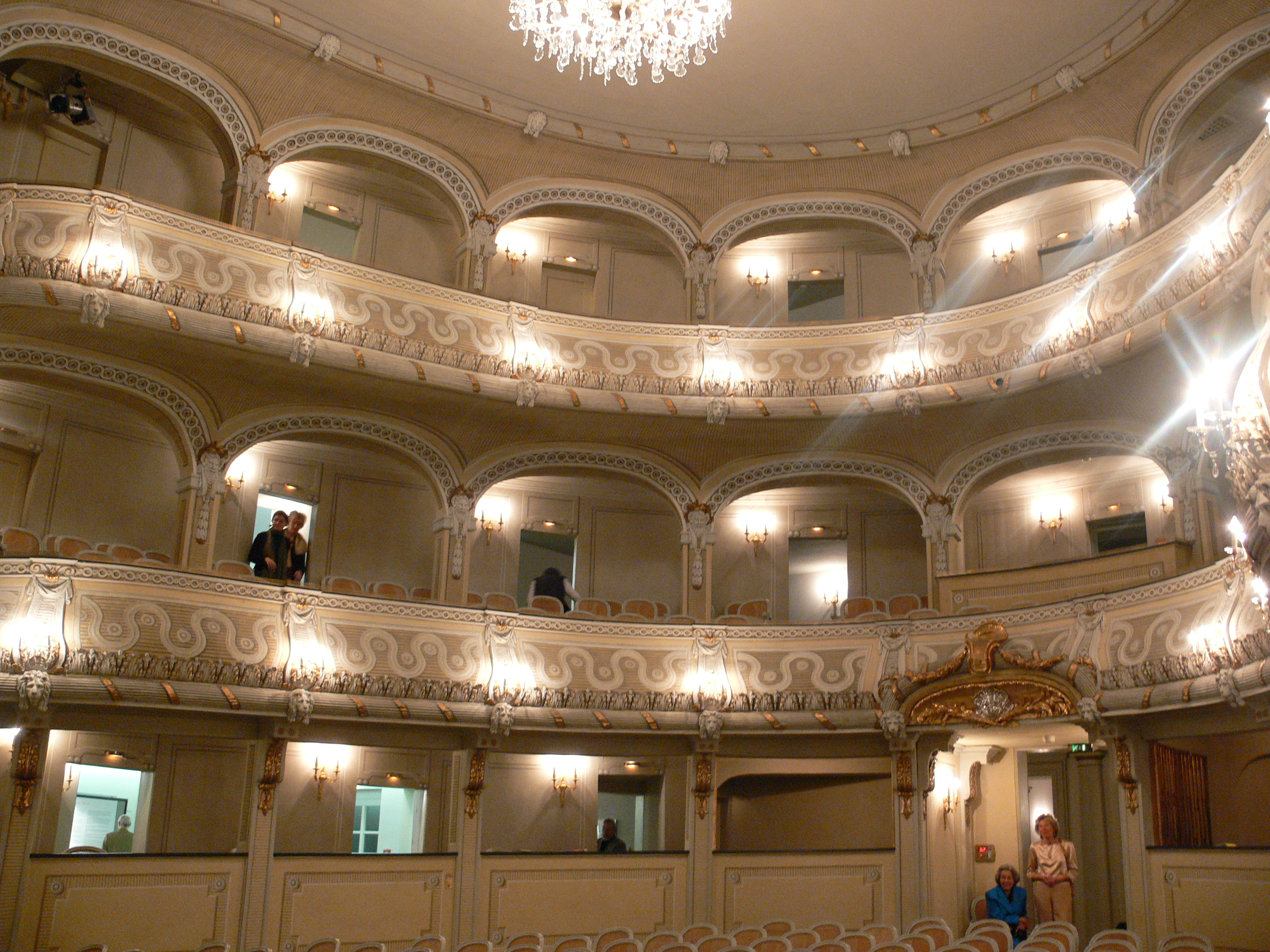

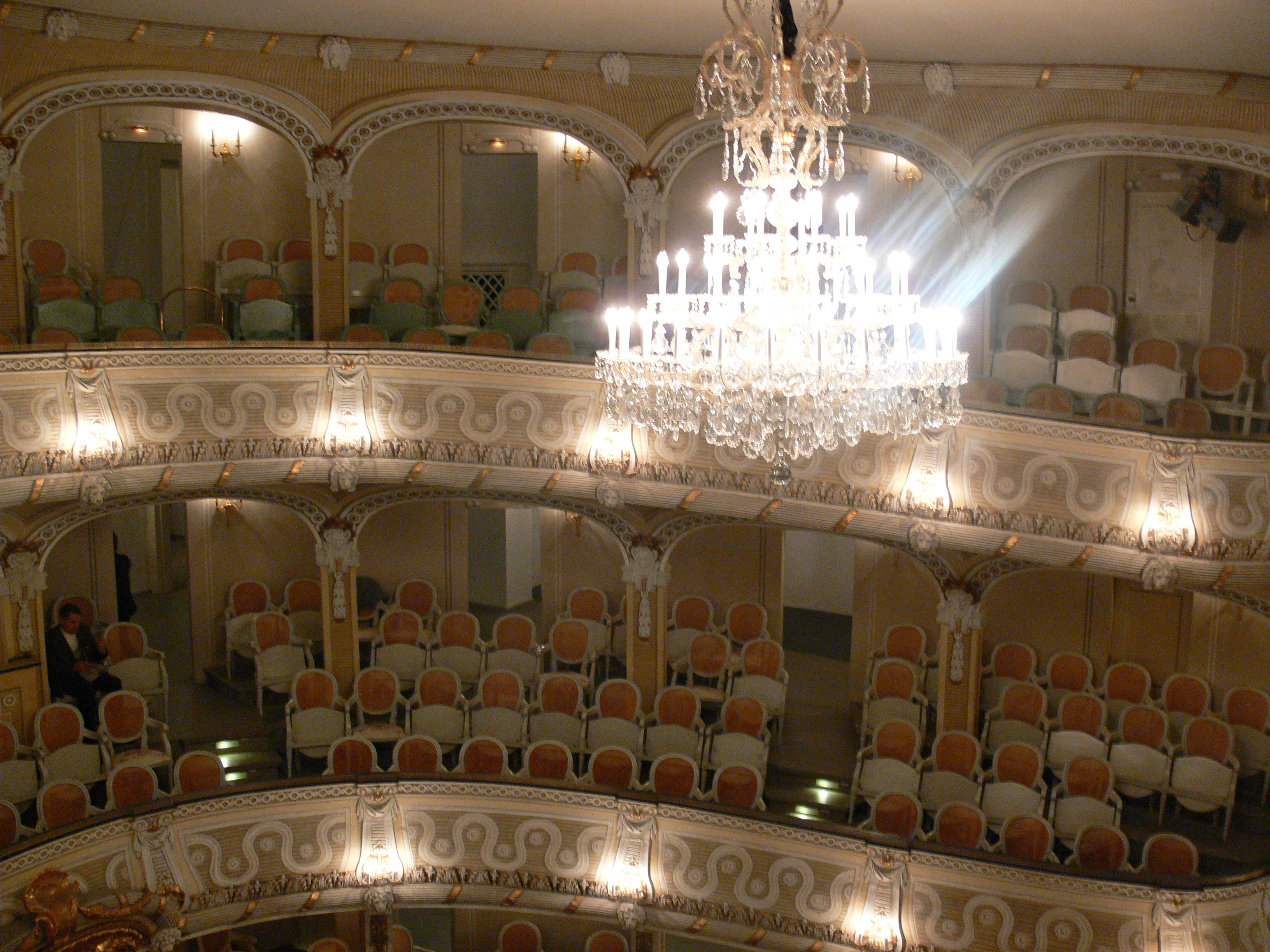

El Teatro del Palacio de Schwetzingen es un teatro de ópera situado dentro del Palacio de Schwetzingen, donde se lleva a cabo el Festival de Schwetzingen anual de música y ópera.
Se halla en Schwetzingen (Baden-Wurtemberg) dentro del palacio que fue la residencia de verano de los príncipes del Palatinado Carlos Felipe y Carlos Teodoro, muy cercano a las ciudades de Heidelberg y Mannheim.
El teatro de la corte, de estilo neoclásico y a menudo llamado Teatro Rococó, se debe a Nicolas de Pigage. Fue inaugurado en 1752 con el intermezzo musical Porsognacco. En él brillaron cantantes, instrumentistas y compositores de fama internacional como las estrellas de la escuela de Mannheim.
Las balaustradas de los palcos dibujan una planta en forma de lira. Las pilastras están adornadas y separadas por arcos de tres centros, que amplían el espacio.
Mozart lo visitó tres veces (1763, 1777, 1778) como Gluck y otras celebridades de la época. Desde el año 2006, la sala sur se ha denominado Mozart en homenaje suyo.
El teatro fue completamente renovado en 1936/37 y 2002/03.
Desde 1952, año de su creación, el festival presenta en su mayoría obras raramente representadas del periodo barroco y clásico así como obras modernas comisionadas especialmente, contándose ya más de 35 de compositores como Wolfgang Fortner, Hans Werner Henze, Werner Egk, Aribert Reimann, Günter Bialas, Manfred Trojahn y Udo Zimmermann.
Solistas de la talla de Cecilia Bartoli, Teresa Berganza, Alfred Brendel, Megan Marie Hart o Jessye Norman  se han presentado en su escenario.

## Literatura
- Die Lust am Jagen. Jagdsitten und Jagdfeste am kurpfälzischen Hof im 18. Jahrhundert. Begleitbuch zur Ausstellung im Schwetzinger Schloss. Verlag Regionalkultur, Ubstadt-Weiher 1999, ISBN 978-3-89735-118-9.

- Susanne Bährle/Theo Kyrberg: Schwetzingen. Gudensberg-Gleichen 2002

- Rolf Dieter Opel: Wolfgang Amadeus Mozart in Schwetzingen und Mannheim. 3. Auflage. Heidelberg 2006, ISBN 3-8253-7082-8

- Hans Joachim Scholderer: Schlosstheater Ludwigsburg. Stuttgart 1998